# 2019年CBA季前赛
2019年CBA季前赛是中国篮球协会于2019-20年中国男子篮球职业联赛常规赛开赛之前举办的热身比赛，于2019年10月9-19日期间在上饶、西宁、青岛、晋城及安顺等五座城市举办。

## 赛制及分组
与上一届季前赛相同，该届季前赛仍采用分站赛制，各参赛球队分为5个由4支球队组成的小组进行比赛，每小组进行为期3日的交叉循环比赛。赛制上，本届季前赛除每节比赛仅有10分钟外，其余规则均与CBA常规赛、季后赛保持一致。
CBA联盟的20支球队中，除八一队因参加第七届世界军人运动会而不能参与本届季前赛外，其余19支球队皆会参赛；分组详情则于2019年8月5日公布，当中第4组出现一个待定名额。至于上述待定名额，《济南日报》在其报道中称CBA公司有邀请NBA G联盟球队参赛的计划；而CBA公司发布的分组详情则指该支待定球队的选择将取决于相应组别比赛承办方的地理位置。在CBA公司于2019年9月9日公布的正式赛程中，天津队获得该待定名额，广州队与青岛队交换了分组。
| 组别 | 球队 | 球队 | 球队 | 球队 |
| ---- | ---- | ---- | ---- | ---- |
| 1    | 广东 | 新疆 | 浙江 | 天津 |
| 2    | 北京 | 广厦 | 江苏 | 北控 |
| 3    | 辽宁 | 吉林 | 青岛 | 同曦 |
| 4    | 福建 | 山东 | 山西 | 天津 |
| 5    | 深圳 | 上海 | 广州 | 四川 |

## 赛程

### 第一组
第一组比赛于2019年10月9-11日期间在江西省上饶市体育中心举办。本组比赛也被称为“2019至2020赛季CBA联赛‘万力时代杯’季前赛（上饶站）”。
| 2019年10月9日 15:30 |

| 数据 |

| 新疆伊力特 88–76 天津先行者                                                |  |                                                           |
| 每節分數： 27-20、13-12、27-21、21-23                                      |  |                                                           |
| 得分： 凯·费尔德 篮板： 阿不都沙拉木·阿不都热西提 助攻： 西热力江·木合塔尔 |  | 得分： 查森·兰德尔 篮板： 查森·兰德尔、金鑫 助攻： 李荣培 |

| 2019年10月9日 19:30 |

| 数据 |

| 浙江稠州银行 109–88 广东东莞银行                                                        |  |                                                         |
| 每節分數： 25-27、19-22、36-19、29-20                                                   |  |                                                         |
| 得分： 西尔文·兰兹伯格 篮板： 西尔文·兰兹伯格 助攻： 吴前、马库斯·邓蒙、西尔文·兰兹伯格 |  | 得分： 马尚·布鲁克斯 篮板： 曾繁日 助攻： 马尚·布鲁克斯 |

| 2019年10月10日 15:30 |

| 数据 |

| 广东东莞银行 84–60 天津先行者                             |  |                                                                                    |
| 每節分數： 17-15、17-14、23-19、27-12                     |  |                                                                                    |
| 得分： 马尚·布鲁克斯 篮板： 曾繁日 助攻： 克拉伦斯·威姆斯 |  | 得分： 查森·兰德尔 篮板： 马尔科·托多罗维奇 助攻： 李荣培、田野、马尔科·托多罗维奇 |

| 2019年10月10日 19:00 |

| 数据 |

| 浙江稠州银行 97–91 新疆伊力特                                    |  |                                          |
| 每節分數： 29-20、13-20、27-21、28-30                            |  |                                          |
| 得分： 西尔文·兰兹伯格 篮板： 西尔文·兰兹伯格 助攻： 马库斯·邓蒙 |  | 得分： 周琦 篮板： 周琦 助攻： 凯·费尔德 |

| 2019年10月11日 15:30 |

| 数据 |

| 天津先行者 79–87 浙江稠州银行                                        |  |                                                       |
| 每節分數： 11-22、26-19、18-31、24-15                                |  |                                                       |
| 得分： 马尔科·托多罗维奇 篮板： 马尔科·托多罗维奇 助攻： 查森·兰德尔 |  | 得分： 吴前 篮板： 西尔文·兰兹伯格 助攻： 马库斯·邓蒙 |

| 2019年10月11日 20:00 |

| 数据 |

| 广东东莞银行 111–109 新疆伊力特                         |  |                                                  |
| 每節分數： 32-21、23-34、29-20、27-34                   |  |                                                  |
| 得分： 赵睿 篮板： 马尚·布鲁克斯 助攻： 克拉伦斯·威姆斯 |  | 得分： 周琦、唐才育 篮板： 周琦 助攻： 凯·费尔德 |

### 第二组
第二组比赛于2019年10月10-12日期间在青海省西宁市青海体育中心综合馆举办。本组比赛也被称为“2019至2020赛季CBA联赛‘龙祥杯’季前赛（西宁站）”。
| 2019年10月10日 19:00 |

| 数据 |

| 北京首钢 91–94 浙江广厦控股               |  |                                                                     |
| 每節分數： 28-29、22-16、23-28、18-21     |  |                                                                     |
| 得分： 林书豪 篮板： 翟晓川 助攻： 翟晓川 |  | 得分： 李京龙、赵岩昊 篮板： 杰伦·雷诺兹 助攻： 赵岩昊、艾伦·杰克逊 |

| 2019年10月10日 21:50 |

| 数据 |

| 苏州肯帝亚 80–90 北京控股                                           |  |                                                          |
| 每節分數： 13-23、28-28、24-25、15-14                               |  |                                                          |
| 得分： 米罗斯拉夫·拉杜利察 篮板： 米罗斯拉夫·拉杜利察 助攻： 史鸿飞 |  | 得分： 凯尔·弗格 篮板： 安赫尔·德尔加多 助攻： 凯尔·弗格 |

| 2019年10月11日 19:00 |

| 数据 |

| 北京首钢 89–68 苏州肯帝亚                      |  |                                                                   |
| 每節分數： 19-12、25-24、24-12、21-20          |  |                                                                   |
| 得分： 贾斯汀·汉密尔顿 篮板： 常林 助攻： 王旭 |  | 得分： 安东尼奥·布莱克尼 篮板： 米罗斯拉夫·拉杜利察 助攻： 黄荣奇 |

| 2019年10月10日 20:50 |

| 数据 |

| 浙江广厦控股 87–90 北京控股                         |  |                                                        |
| 每節分數： 13-22、23-21、23-21、28-26               |  |                                                        |
| 得分： 李京龙 篮板： 杰伦·雷诺兹 助攻： 艾伦·杰克逊 |  | 得分： 凯尔·弗格 篮板： 桑尼·萨卡基尼 助攻： 凯尔·弗格 |

| 2019年10月12日 19:00 |

| 数据 |

| 苏州肯帝亚 84–95 浙江广厦控股                                 |  |                                                |
| 每節分數： 22-30、22-16、23-26、17-23                         |  |                                                |
| 得分： 安东尼奥·布莱克尼 篮板： 安东尼奥·布莱克尼 助攻： 王洪 |  | 得分： 胡金秋 篮板： 胡金秋 助攻： 艾伦·杰克逊 |

| 2019年10月12日 20:50 |

| 数据 |

| 北京控股 79–91 北京首钢                            |  |                                                     |
| 每節分數： 14-22、11-22、24-20、30-27              |  |                                                     |
| 得分： 凯尔·弗格 篮板： 凯尔·弗格 助攻： 凯尔·弗格 |  | 得分： 贾斯汀·汉密尔顿 篮板： 艾派·尤度 助攻： 王旭 |

### 第三组
第三组比赛于2019年10月17-19日期间在山东省青岛市国信体育馆举办。本组比赛也被称为“2019至2020赛季CBA联赛‘双星锦湖杯’季前赛（青岛站）”。
| 2019年10月17日 18:00 |

| 数据 |

| 九台农商银行 80–93 辽宁本钢                                                                 |  |                                                              |
| 每節分數： 14-20、18-25、21-26、27-22                                                       |  |                                                              |
| 得分： 多米尼克·琼斯 篮板： 多米尼克·琼斯、阿莱克斯·波伊恩雷斯 助攻： 多米尼克·琼斯、代怀博 |  | 得分： 兰斯·史蒂芬森 篮板： 布兰登·巴斯 助攻： 兰斯·史蒂芬森 |

| 2019年10月17日 20:00 |

| 数据 |

| 青岛国信双星 104–70 南京同曦宙光                                               |  |                                                                          |
| 每節分數： 20-21、31-17、27-11、26-21                                          |  |                                                                          |
| 得分： 肯尼·伯顿 篮板： 达卡里·约翰逊 助攻： 林韦翰、赵泰隆、肯尼·伯顿、邵英伦 |  | 得分： 贝赫纳姆·亚赫恰利 篮板： 贝南·雅克查理 助攻： 买尔丹·吐尔逊、王睿 |

| 2019年10月18日 18:00 |

| 数据 |

| 辽宁本钢 87–77 南京同曦宙光                           |  |                                                 |
| 每節分數： 19-16、21-19、25-27、22-15                 |  |                                                 |
| 得分： 布兰登·巴斯 篮板： 兰斯·史蒂芬森 助攻： 高诗岩 |  | 得分： 约瑟夫·杨 篮板： 孙思尧 助攻： 约瑟夫·杨 |

| 2019年10月18日 20:00 |

| 数据 |

| 九台农商银行 87–90 青岛国信双星                                |  |                                                                  |
| 每節分數： 15-14、32-27、21-28、19-21                          |  |                                                                  |
| 得分： 多米尼克·琼斯 篮板： 多米尼克·琼斯 助攻： 多米尼克·琼斯 |  | 得分： 达卡里·约翰逊、肯尼·伯顿 篮板： 达卡里·约翰逊 助攻： 翟逸 |

| 2019年10月19日 18:00 |

| 数据 |

| 南京同曦宙光 75–88 九台农商银行                                                  |  |                                                                     |
| 每節分數： 17-18、18-33、12-17、28-20                                            |  |                                                                     |
| 得分： 约瑟夫·杨 篮板： 约瑟夫·杨、宋建骅 助攻： 约瑟夫·杨、宋建骅、李柏润、王睿 |  | 得分： 阿莱克斯·波伊恩雷斯 篮板： 阿莱克斯·波伊恩雷斯 助攻： 姜宇星 |

| 2019年10月19日 20:00 |

| 数据 |

| 青岛国信双星 96–98 辽宁本钢                             |  |                                                                |
| 每節分數： 19-30、30-27、17-22、30-19                   |  |                                                                |
| 得分： 张骋宇 篮板： 达卡里·约翰逊 助攻： 达卡里·约翰逊 |  | 得分： 兰斯·史蒂芬森 篮板： 兰斯·史蒂芬森 助攻： 兰斯·史蒂芬森 |

### 第四组
第四组比赛于2019年10月17-19日期间在山西省晋城市文体宫举办。
| 2019年10月17日 19:30 |

| 数据 |

| 山西汾酒股份 71–90 山东西王                                                        |  |                                                                     |
| 每節分數： 25-24、11-17、19-32、16-17                                              |  |                                                                     |
| 得分： 贾马尔·富兰克林、原帅、葛昭宝 篮板： 贾马尔·富兰克林 助攻： 贾马尔·富兰克林 |  | 得分： 以赛亚·卡南 篮板： 詹姆斯·梅斯 助攻： 李敬宇、陈培东、陶汉林 |

| 2019年10月17日 21:30 |

| 数据 |

| 福建豹发力 92–86 天津先行者                                                         |  |                                                                            |
| 每節分數： 23-24、18-21、23-17、28-24                                               |  |                                                                            |
| 得分： 埃里克·格林 篮板： 埃里克·格林、陈林坚、刁成灏、李江淮 助攻： 陈林坚、谢亚财 |  | 得分： 马尔科·托多罗维奇 篮板： 马尔科·托多罗维奇 助攻： 马尔科·托多罗维奇 |

| 2019年10月18日 16:00 |

| 数据 |

| 山东西王 112–88 福建豹发力                                  |  |                                                 |
| 每節分數： 34-20、24-21、29-37、25-10                       |  |                                                 |
| 得分： 詹姆斯·梅斯 篮板： 詹姆斯·梅斯 助攻： 张庆鹏、陈培东 |  | 得分： 埃里克·格林 篮板： 陈林坚 助攻： 泰·劳森 |

| 2019年10月18日 20:00 |

| 数据 |

| 天津先行者 90–91 山西汾酒股份                                   |  |                                                                      |
| 每節分數： 29-29、18-19、24-20、19-23                           |  |                                                                      |
| 得分： 查森·兰德尔 篮板： 时德帅、马尔科·托多罗维奇 助攻： 田野 |  | 得分： 贾马尔·富兰克林 篮板： 贾马尔·富兰克林 助攻： 贾马尔·富兰克林 |

| 2019年10月19日 16:00 |

| 数据 |

| 山东西王 67–90 天津先行者                                        |  |                                                                |
| 每節分數： 16-19、17-21、19-28、15-22                            |  |                                                                |
| 得分： 以赛亚·卡南 篮板： 詹姆斯·梅斯 助攻： 王汝恒、詹姆斯·梅斯 |  | 得分： 查森·兰德尔 篮板： 马尔科·托多罗维奇 助攻： 查森·兰德尔 |

| 2019年10月19日 20:00 |

| 数据 |

| 山西汾酒股份 97–107 福建豹发力                              |  |                                                     |
| 每節分數： 24-32、22-30、25-25、26-20                       |  |                                                     |
| 得分： 马尔科姆·托马斯 篮板： 马尔科姆·托马斯 助攻： 田桂森 |  | 得分： 陈林坚 篮板： 埃里克·格林 助攻： 埃里克·格林 |

### 第五组
第五组比赛于2019年10月17-19日期间在贵州省安顺市奥体中心举办。本组比赛也被称为“2019至2020赛季CBA联赛‘黄果树杯’季前赛（安顺站）”。
| 2019年10月17日 15:30 |

| 数据 |

| 上海久事 92–84 时代中国广州                                   |  |                                                                  |
| 每節分數： 28-16、21-18、22-27、21-23                         |  |                                                                  |
| 得分： 詹姆斯·纳纳利 篮板： 董瀚麟 助攻： 多纳塔斯·莫泰尤纳斯 |  | 得分： 安德鲁·尼克尔森 篮板： 安德鲁·尼克尔森 助攻： 凯弗·赛克斯 |

| 2019年10月17日 20:00 |

| 数据 |

| 深圳马可波罗 100–77 四川五粮金樽                 |  |                                                 |
| 每節分數： 26-22、32-19、26-16、16-20            |  |                                                 |
| 得分： 沙巴兹·穆罕默德 篮板： 沈梓捷 助攻： 顾全 |  | 得分： 左朕年、胡林森 篮板： 于刚 助攻： 李柯七 |

| 2019年10月18日 15:30 |

| 数据 |

| 时代中国广州 93–77 深圳马可波罗                                        |  |                                                                          |
| 每節分數： 17-18、28-21、30-19、18-19                                  |  |                                                                          |
| 得分： 安德鲁·尼克尔森 篮板： 安德鲁·尼克尔森、郭凯 助攻： 凯弗·赛克斯 |  | 得分： 皮埃尔·杰克逊 篮板： 沙巴兹·穆罕默德 助攻： 贺希宁、皮埃尔·杰克逊 |

| 2019年10月18日 20:00 |

| 数据 |

| 四川五粮金樽 72–85 上海久事           |  |                                                               |
| 每節分數： 13-23、17-23、23-14、19-25 |  |                                                               |
| 得分： 左朕年 篮板： 陈辰 助攻： 孟达 |  | 得分： 詹姆斯·纳纳利 篮板： 多纳塔斯·莫泰尤纳斯 助攻： 罗旭东 |

| 2019年10月19日 15:30 |

| 数据 |

| 时代中国广州 97–78 四川五粮金樽                                  |  |                                           |
| 每節分數： 30-21、25-20、20-13、22-24                            |  |                                           |
| 得分： 凯弗·赛克斯 篮板： 凯弗·赛克斯、张永鹏 助攻： 凯弗·赛克斯 |  | 得分： 胡林森 篮板： 胡林森 助攻： 袁堂文 |

| 2019年10月19日 20:00 |

| 数据 |

| 上海久事 82–89 深圳马可波罗                      |  |                                                                                   |
| 每節分數： 26-11、18-27、20-32、18-19            |  |                                                                                   |
| 得分： 詹姆斯·纳纳利 篮板： 张兆旭 助攻： 施宇晨 |  | 得分： 皮埃尔·杰克逊、沙巴兹·穆罕默德 篮板： 沙巴兹·穆罕默德 助攻： 皮埃尔·杰克逊 |